# Pennrich
Pennrich är en stadsdel i Dresden i Sachsen, Tyskland. 
Orten bytte 1999 från Landkreis Meißen till Dresden, som den vuxit ihop med.